# 松聯幫
松聯幫，台灣著名具組織性的黑社會團體。主要據點在台北市松山區，活動地點在台灣台北市與中國大陸等地，正式成員約有1,000人。1982年代正式成立於現今松山區，初期以外省人為主的典型外省掛幫派，成員多來自於松基一村、婦聯四村的眷村青年，因而命名為松聯幫。歷經時代變遷，現今松聯幫成員已鮮少是來自眷村時期的原居民，而松基一村於1980年代已經拆除。
目前在台灣除了知名的竹聯幫、四海幫、天道盟的三大黑幫以外，松聯幫也曾經被媒體與前述幫派並列為四大黑幫。

## 略史

### 創立背景
松聯幫詞彙最早出現在1978年5月9日的聯合報新聞，因兩幫青少年鬥毆並且持扁鑽傷人而曝光。警方指出松聯幫原本是眷村青少年幫派，隨著成員逐漸擴張至百餘人後，在1982年由元老級大哥的策劃下，正式成立松聯幫。發展迅速的松聯幫，成員逐漸成長，為了統籌管理便劃分為「虎堂」、「豹堂」、「獅堂」、「龍堂」等四個主要分堂，並由總堂口全權指揮。
1982年，台北市松山區空軍基地旁的眷村「松基一村」與「婦聯四村」的外省青年，以「牛奶」江夏法為首，與「志偉」覃世維、「小豹」王知強、「烏賊」吳仕傑、「朱立」朱偉立等人成立松聯幫（另外一說於1969年在台北空軍眷村內成立）。松聯幫成員透過賭場、色情業、收取當地商家保護費等傳統犯罪活動起家，由於當時的成員都是穿白布鞋手提汽油桶出沒，草莽作風在江湖上被稱為「穿草鞋」幫派。
1984年，蔣經國政府因「江南案」爆發，隨即針對竹聯幫實施名為「一清專案」的全國同步大掃黑，導致全台灣各地的黑幫勢力失衡。當時成立初期的松聯幫尚未受到政府的關注，因而躲過遭逢警方強力掃蕩的命運，間接促成松聯幫在一清專案時期1986年至1987年間迅速成長，並且接收了竹聯幫在台北市東區忠孝統領商圈的地盤，在東區經營的「九龍塘公司」與「東王夜總會娛樂事業」等情色行業佔有巨大利益的高知名度，逐漸成為具有影響力的幫派。
1990年7月，台灣警方實施「迅雷專案」的全國掃黑行動，特別針對剛崛起的松聯幫與天道盟，進行嚴厲掃蕩與打壓，迫使幫派勢力消退。松聯幫也因掃黑行動深受影響，逐漸外移擴張勢力版圖，多角經營發展各行業與企業投資，並且積極進入中國大陆地區發展，發展重點在於廈門、漳州、泉州、廣州等地區。而在90年代間，松聯幫權力核心逐漸從「牛奶」江夏法淡出幫務，轉為由「志偉」覃世維所主導。
同年11月14日，「志偉」覃世維的嫡系手下「中興」李立中，在台北市濟南路與林森南路口，因遭時任城中分局警備隊員朱騏驊、吳進宏盤查，無預警當街持槍將兩名員警槍殺而震驚社會。此事件引發政府全力針對松聯幫進行全面掃黑行動，轄區內相關連的酒店、舞廳、賭場等行業皆被掃蕩勒令停業，相關成員也被逮捕調查，面臨遭全面滅幫的狀態。松聯幫礙於壓力，最終交出李立中帶槍投案，並遭判處死刑槍決。
1990年間，松聯幫主「志偉」覃世維捲入臺北周家周氏宗祠一筆位於台北市信義區高達十多億利潤的土地買賣糾紛，幕後的買賣雙方財團分別找上「志偉」與四海幫「光南」楊光南、「凸哥」練成瑜等大哥談判，最終談判破局，「志偉」開槍射傷四海幫練成瑜，四海幫憤而揚言要討回公道，「志偉」不久也遠赴美國、中國等地躲避刑案。
1995年4月，「志偉」覃志偉與四海幫主「大寶」陳永和為周氏宗祠土地糾紛，雙方約定在中國大陆廈門某台灣人開立的西餐廳再舉行第二次談判，雙方言明不帶任何槍械前往，卻在談判前夕覃志偉至當地「公爵西餐廳」用餐遭到槍手衝入餐廳開槍射殺並引起軒然大波。松聯幫認為四海幫是叫唆殺人的幕後黑手，並開始策劃復仇行動。
1996年1月，四海幫「大寶」也隨即在台北市海珍寶餐廳遭槍手狙殺，震驚社會。四海幫同樣認定松聯幫為兇手，雙方駁火在即。同年3月連戰內閣大規模實施「治平專案」執行一連串掃黑行動，刻意壓抑兩派人馬的復仇行動，導致松聯幫元老「烏賊」吳仕傑與四海幫前幫主「蔡霸子」蔡冠倫相繼入獄。
1997年，時任幫主的「朱立」朱偉立與幫內幹部王國棟率領松聯幫成員至台北市警察局自首，配合辦理解散幫派政策，宣佈解散松聯幫。名義上松聯幫的解散，最主要是要轉移台灣政府一連串的掃黑打壓，實際上松聯幫暗中依舊持續活躍著。
2000年代前後，由幫內創幫元老「豹哥」王知強出線掌權成為幫主帶領群龍無首的松聯幫，積極發展合法事業力求轉型幫務，同時與竹聯幫、天道盟在台北市地盤上互有合作關係。在「豹哥」的帶領下，讓松聯幫發展成為具有雄厚財力的幫派，在黑社會中也是具有舉足輕重的幫派之一。「豹哥」其妹王蘭為竹聯幫虎堂虎鳳隊隊長，並與虎堂堂主「愣子」朱家訓結為姻親而廣為人知。
2003年2月17日，幫主「豹哥」王知強於台北市外雙溪某餐廳以「松聯企業新春聯誼」名義舉辦迎春酒會，廣邀竹聯幫、四海幫等各大幫筵開百席，一共有上千人聚會，臺灣警方大為緊張，派出三個刑事小組，對酒會進行全程錄像。同時酒會中宣佈卸下幫主職位，交由幫幫內幹部「大阿邦」劉震邦接任幫主。
同年3月15日，「豹哥」王知強父親過世舉辦告別式，時任總統的陳水扁、副總統呂秀蓮致贈「積厚貽徽」、「遺芬裕後」輓額，引起社會關注以及媒體大篇幅報導造成輿論。同年12月，警方近年發現台北市東區，興起由青少年組成的街頭幫派「夏幫」，熟悉內情人士透露，該幫綽號「夏邦」的幫主是軍眷子弟，曾拜松聯幫幫主「牛奶」門下，其幫眾成員多來自未成年少年，甚至有國小生加入該幫派，儼然已成為社會及教育問題。警方進而全力掃蕩該勢力，防止該幫壯大滋生事端。

### 近年發展
2014年4月1日，高層現身張安樂國會示威事件。同年8月4日，創幫元老、也逐漸淡出松聯幫的「烏賊」吳仕傑因突發性心肌梗死猝死。
2016年11月，江夏法涉嫌夥同幫眾以「虎林街攤商自治管理委員會」名義，強行向台北市松山區永春捷運站附近的虎林街市場三百多攤商強索清潔費；台北市警方逮捕江等五人，依組織犯罪、恐嚇取財等罪嫌移送法辦。
2017年2月17日，松聯幫武鬥派份子因債務問題在分局門口持刀砸車並毆打債務人，完全不將警察放在眼裡，當時數十名警察欲強行將綽號大飛宋藍田壓制在地時，一度被他掙脫又衝向債務人毆打，當年宋藍田因作風強勢凡事皆以打為主，後因遭人設局陷害而逐漸淡出松聯幫。
2019年，萬年祥糾合兒子萬少丞與幫眾，強行介入他人公司經營、聚眾霸桌、鬥毆等暴力犯罪，台北市警局刑警大隊經長期蒐證，將其提報治平對象，並將父子倆與幫眾共9人查緝到案。
2021年1月，松聯幫精神領袖「豹哥」王知強因病逝世，松聯幫在2月7日在台北市第一殯儀館景行廳為其舉辦盛大告別式，參與告別式人員高達三千人，台灣各大幫派竹聯幫、四海幫、天道盟以及日本神戶山口組等幫派，皆派員前往致意哀悼。同年10月27日，經由媒體披露，松聯幫副幫主綽號「七董」的彭世琦從創幫幫主「牛奶」江夏法手中接下新幫主之位，並在台北市一郎餐廳席開50桌舉辦交接儀式，雖然低調舉行交接儀式，依然引起各界關注。

## 歷任幫主
- 初任：「牛奶」江夏法 -創幫元老, 與「豹哥」王知強、「志偉」覃世維、「烏賊」吳仕傑等創幫元老並列為四大天王[32]。
- 二任：「志偉」覃世維 -1990年代為實際領導人，95年因故在中國廈門遭狙殺身亡震驚社會而廣為人知[14][32]。
- 三任：「朱立」朱偉立 -1997年配合解散幫派政策，宣布解散松聯幫[2]。綽號也被稱作「朱古力」。
- 四任：「豹哥」王知強 -2000年代實際領導人，退居幕後被視為精神領袖[28]。2021年1月病逝。
- 五任：「大阿邦」劉震邦 -2003年從前幫主王知強手中接任幫主[33]。
- 六任：「七董」彭世琦 -2021年從前幫主江夏法手中接任幫主[30]。

## 組織
松聯幫: 松德堂、龍堂、虎堂、獅堂、豹堂、鷹堂、松賢堂、金龍堂、萬龍堂、黑豹堂、德新會、松安會、雙連會等20餘堂口。

## 參閲
- 臺灣黑幫
- 臺灣黑金政治

## 外部連結
- 組織犯罪防制條例 （页面存档备份，存于）（繁體中文）
- 中華民國司法院法學資料檢索系統 （页面存档备份，存于）（繁體中文）